# آلبرت وولرات
آلبرت وولرات (استونیایی: Albert Vollrat; ۲۱ اکتبر ۱۹۰۳ – ۱۰ آوریل ۱۹۷۸) کشتی‌گیر و مربی فوتبال اهل استونی بود.